# Deutsches Haus (Dinkelsbühl)

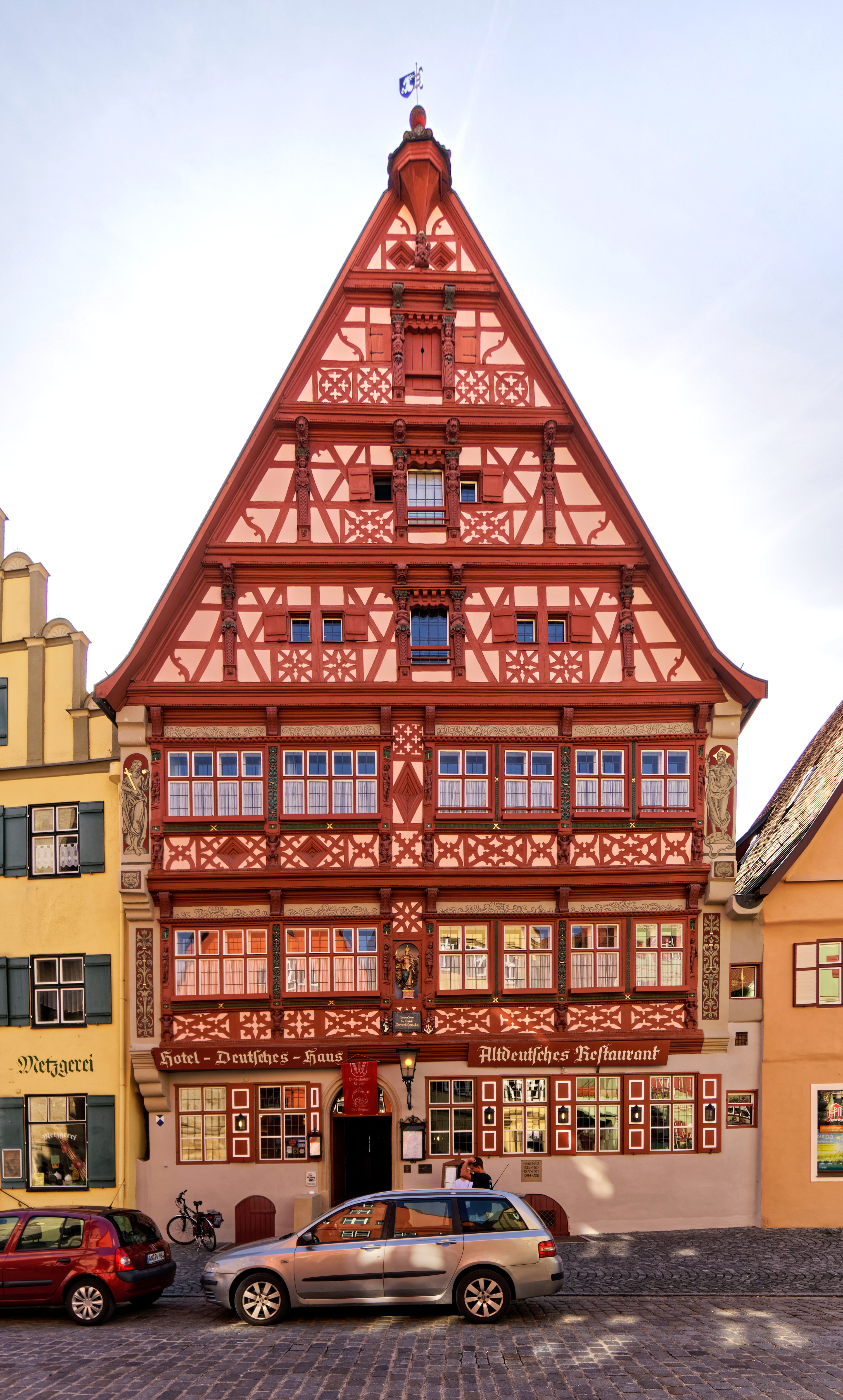
Deutsches Haus

Das Deutsche Haus, ursprünglich Drechsel Haus in Dinkelsbühl ist ein Fachwerkhaus, im Kern aus dem 15. Jahrhundert mit einer Fassade aus der Spätrenaissance 1593/94. Es ist das Stammhaus der Patrizierfamilie Drechsel. Im Haus befindet sich heute ein Hotel mit Restaurant.
Das Deutsche Haus steht am Weinmarkt zwischen verputzten Häusern. Mit seinem kunstvollen Schnitzwerk ist es eines der bedeutendsten Bürgerhäuser der deutschen Renaissance und setzt sich von anderen Dinkelsbühler Wohnhäusern ab.

## Geschichte
Das Haus wurde 1440 als Drechsel-Haus erbaut. Es war im Besitz des 1540 verstorbenen Ratsherrn und Bürgermeisters Hans Drechsel. Sein Sohn, der Stadtamman, Metsieder und Wirt Peter Drechsel I. baute es dann im Jahr 1543 um – zumindest ist dies aus den Daten auf der Inschrifttafel zu schließen, die 1765 neben dem Eingang angebracht und in späterer Zeit durch Renovierungsdaten ergänzt wurde. Im Hausgang ist sein Epitaph mit dem Sterbedatum 1591 eingebaut. Wiederum dessen Sohn, der Stadtammann Peter Drechsel II., ebenfalls Metsieder, ließ dann die Fachwerkfassade auf das in Sandstein gebaute Erdgeschoss 1593/94 überaus sinnig gestalten. Zu dieser Zeit wurde im Haus kein Met gesiedet und verkauft, er zahlte kein Ungeld.
Das wohlhabende Patriziergeschlecht der Drechsel besaß nachweislich seit dem 15. Jahrhundert in Dinkelsbühl und außerhalb der Stadt Häuser und Grundstücke. Im Lauf zweier Jahrhunderte hatten die Männer wichtige städtische Ämter inne, hinauf bis zu Ratsherren und Bürgermeistern. Peter I. wurde mit dem Titel „von und zu Unterdeufstetten“ geadelt.
Außerhalb der Stadtmauern waren seine Brüder Dr. Melchior Drechsel (ebenso geadelt) Beisitzer am Reichskammergericht zu Speyer und Dr. Walter Drechsel (ebenso geadelt) Rat und Kanzler von Pfalz-Neuburg. 
Das Herrengut Unterdeufstetten erwarb Bürgermeister Hans Drechsel um 1544. Das dortige Schloss erbaute Peter Drechsel II. um 1600. Da Bürgermeister Hans Drechsel das Haus besaß und seine Söhne darin geboren wurden, kann es gewissermaßen als Stammhaus der Grafen von Drechsel und als Stammhaus der Freiherren von und zu Unterdeufstetten bezeichnet werden. Walter Drechsel war Stammvater der gräflichen, Peter I. Stammvater der freiherrlichen Linie. Die Wappen erinnern an die einstigen Hausbesitzer.
Um 1890 wurde das zum Hotel umgebaute Gebäude in Deutsches Haus umbenannt. Zwischen 1928 und 1938 war der mittelfränkische NSDAP-Gauleiter Julius Streicher häufiger Gast im Hotel. Während der jährlichen nationalsozialistischen Massenkundgebungen auf dem Hesselberg, ab 1933 Frankentage genannt, pflegte Streicher zusammen mit seinen engsten Mitarbeitern im Deutschen Haus zu übernachten. Bei diesen Anlässen ließ sich Streicher gerne auf der Straße vor dem Hotel von der Stadtbevölkerung feiern.

## Architektur
Das Drechsel-Haus stellt im Fachwerkbau der deutschen Spätrenaissance den absoluten Höhepunkt dar. In seiner einzigartigen Fassade bilden Holzkonstruktion und Schnitzornamente sowie Monochrom-Malerei in Grau trotz vielfältiger Formen und Figuren eine harmonische Einheit.
Bei der Wandbemalung sind im zweiten Obergeschoss die an den Hausecken in Nischen stehenden Personen als Christus und weibliche Allegorie des Glaubens zu deuten. Für die Renaissance typisch sind ebenso die Maskengesichter der Konsolen, die Pfostenschnitzereien und die bewehrten Atlanten in den Geschossbrüstungen, die wie aus Stein gemeißelt wirken. 
Ikonologisch einmalig ist auch das Gestaltungskonzept, das auf einen gebildeten Hausbesitzer als Auftraggeber hinweist. Im ersten und zweiten Obergeschoss sind links und rechts von den Fenstern leicht abgeschrägte Pfostensäulen mit Figuren zu sehen: Es handelt sich um sieben Planetengötter und den Menschen. Man glaubte, die Planeten seien Götter, die das Schicksal der Menschen vorausbestimmten. Die Verehrung durch ihre Darstellung am Haus sollte sie gütig stimmen und den Bewohnern Glück bringen. Im ersten Obergeschoss sind dies von links Luna (Mond), Merkur und Sol (Sonne), im zweiten Obergeschoss Saturn, Jupiter, Mars und Venus. Damals waren die Planeten Uranus, Neptun und Pluto noch unentdeckt, währenddessen man die Sonne und den Mond fälschlich für Planeten hielt und die Erde für den Mittelpunkt des Universums.
In der Hausmitte steht im ersten Obergeschoss in einer Nische eine Muttergottes-Statue mit Jesuskind, um 1700 in Holz geschnitzt. Die Fenstermittelpfosten zeigen Pflanzendekor. Darüber befinden sich in den drei Dachgeschossen Speichertüren, die geschnitzte Säulenmenschen flankieren. Als Krönung reitet unter dem Aufzugsbalken in der Giebelspitze ein kleiner Nackedei auf einem Weinfässchen, der Weingott Bacchus, denn schließlich steht das ehemalige Metsieder- und Wirtshaus am Weinmarkt.

Details der einzigartigen Fassade
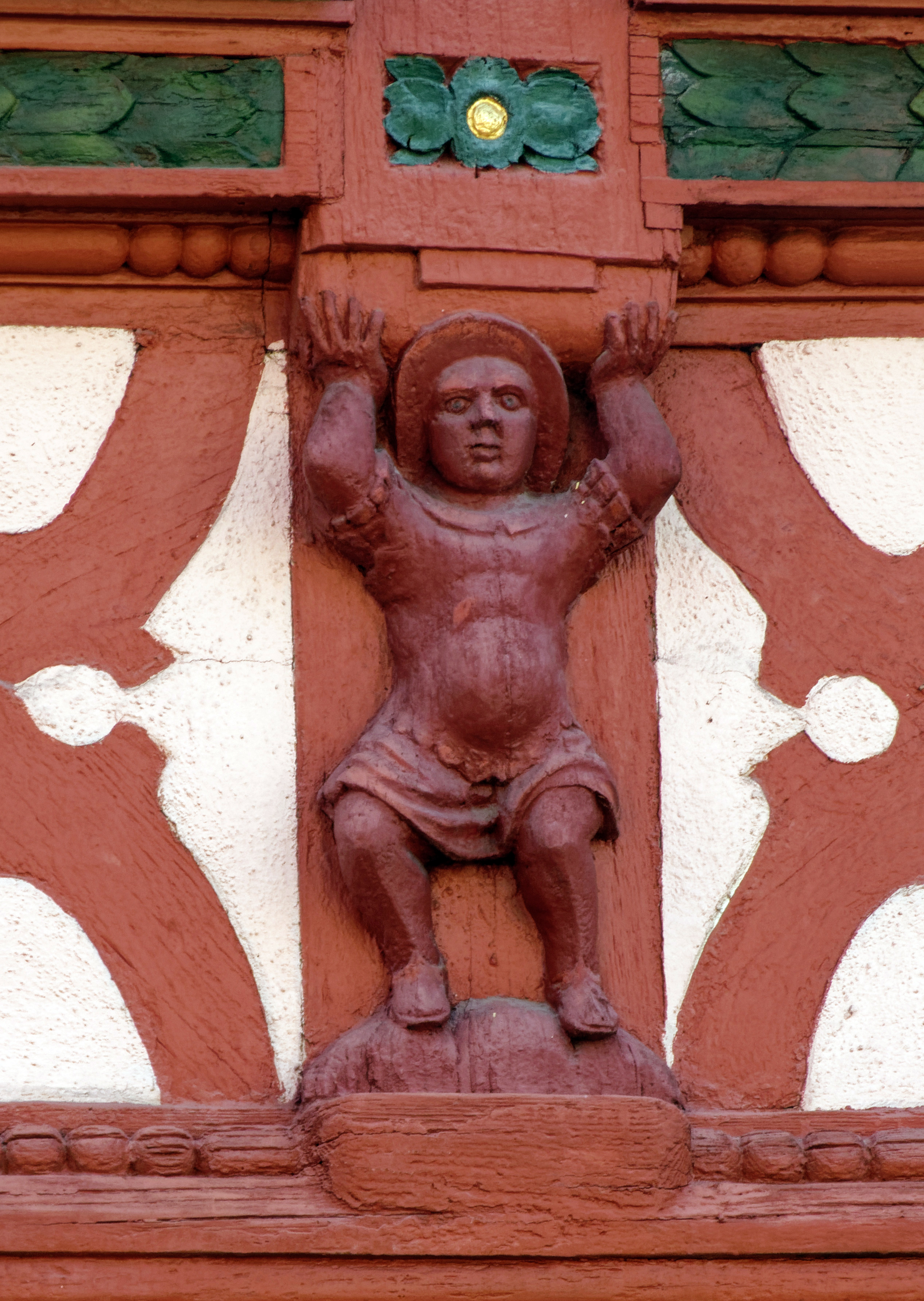
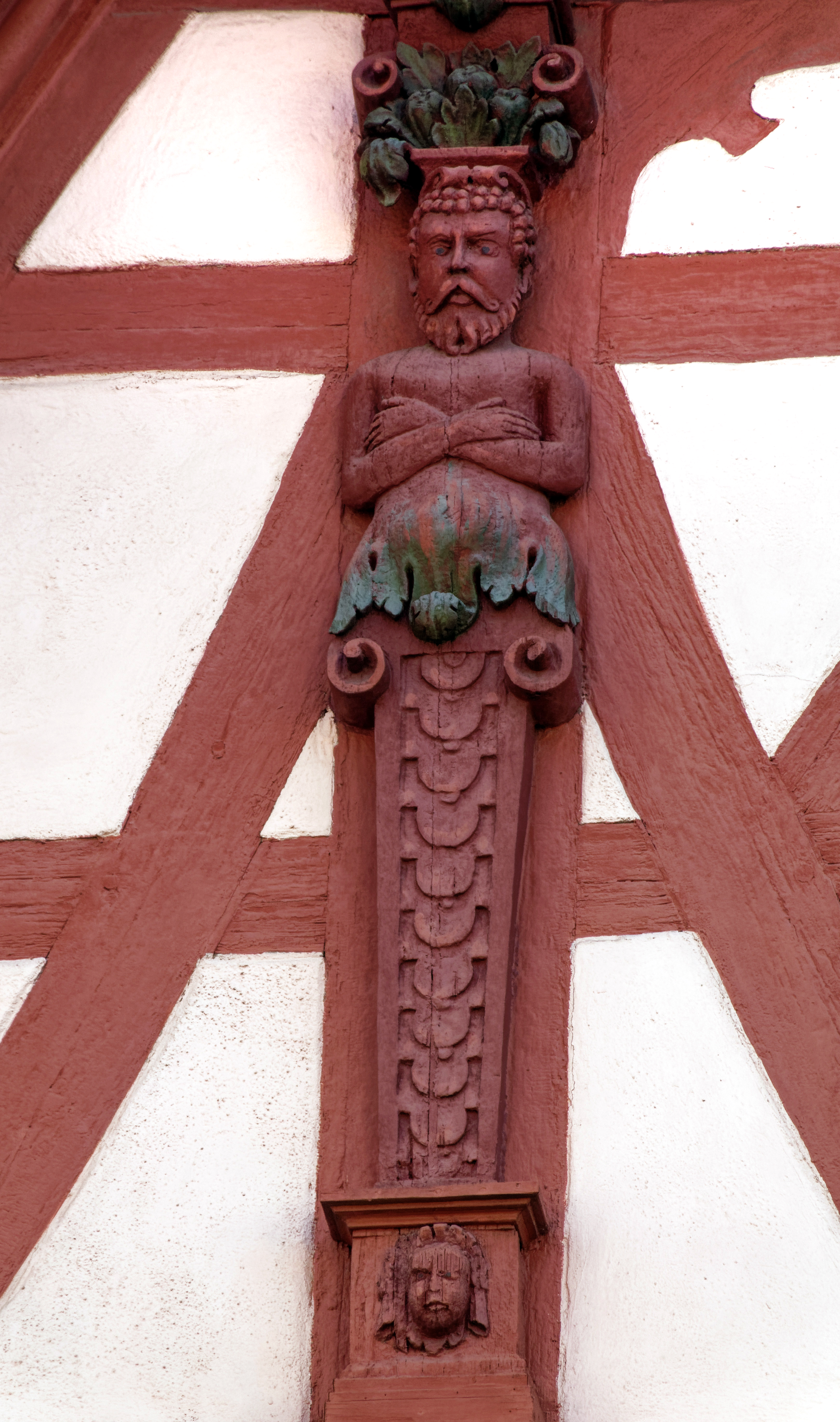
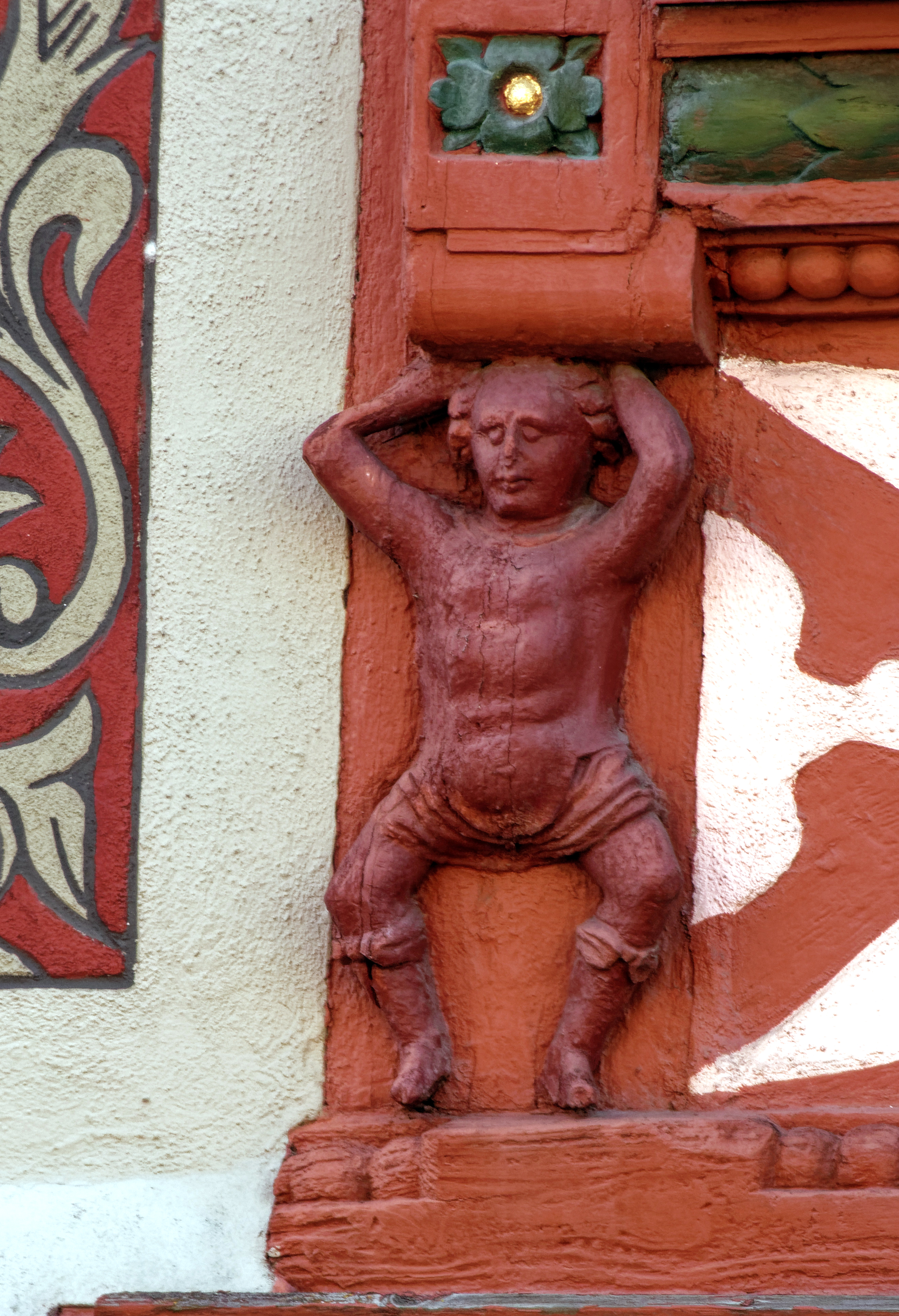
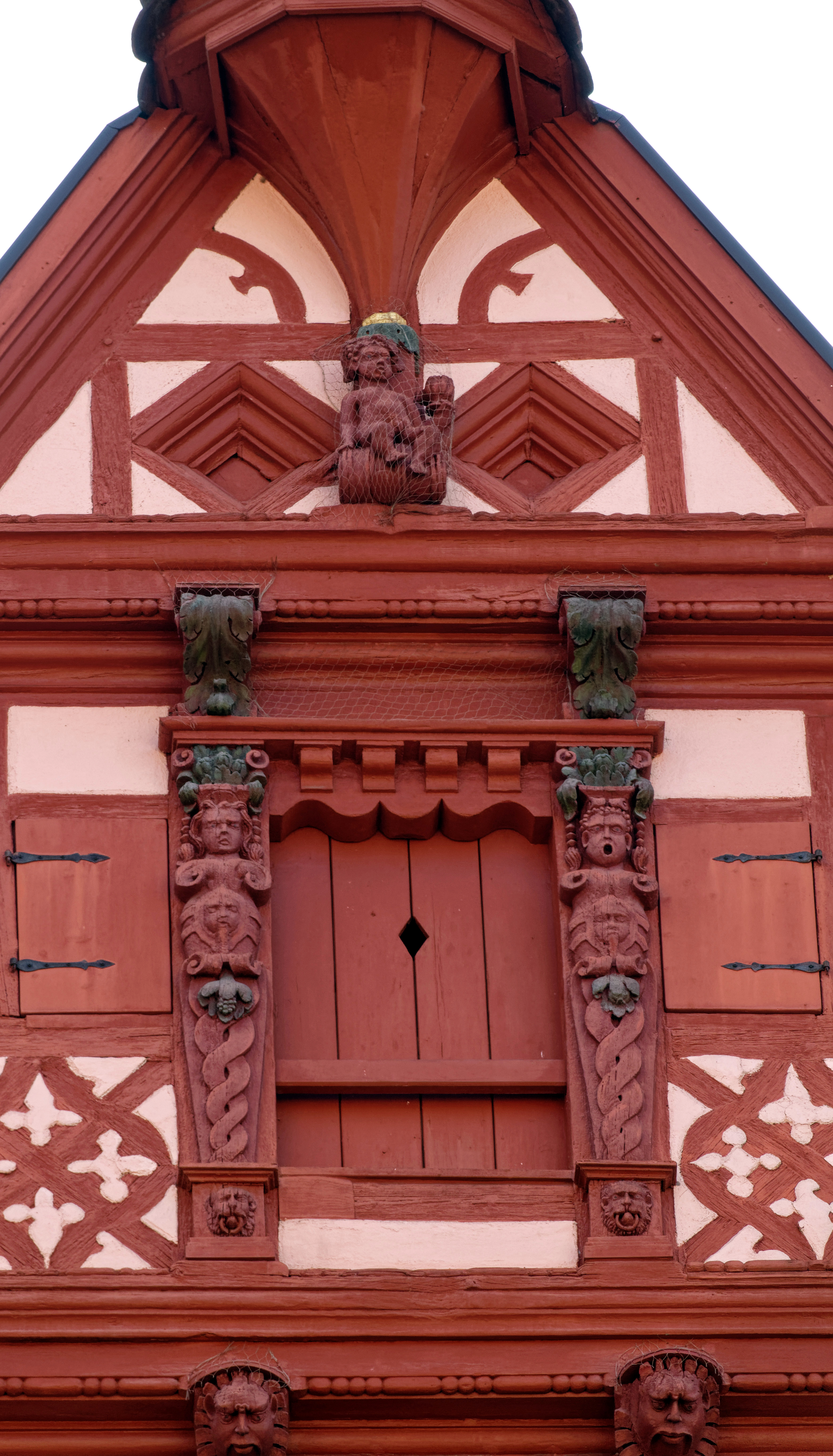
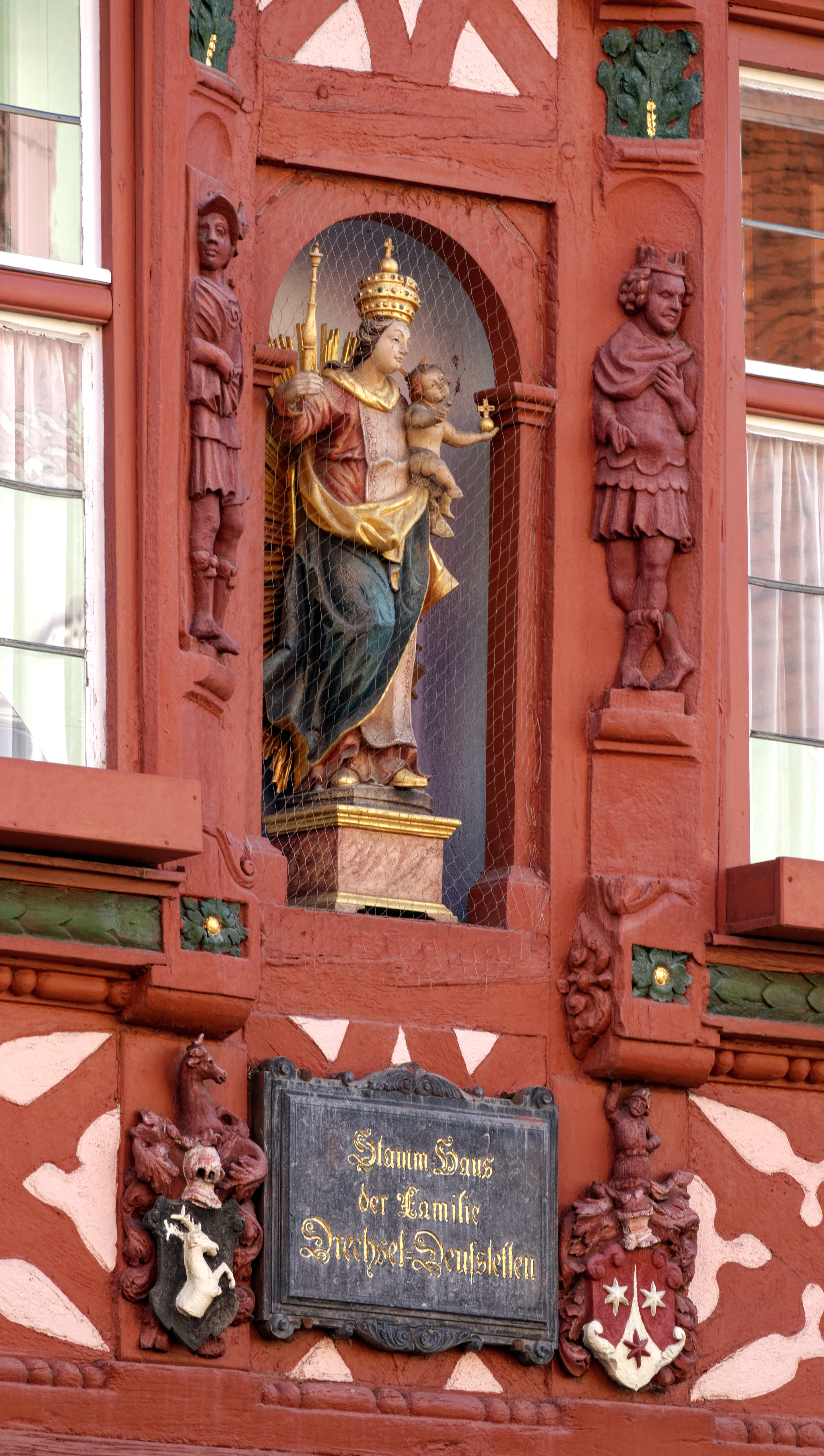

## Sonstiges
Die Deutsche Post AG brachte im Jahr 2012 ein Sonderpostwertzeichen (Nennwert 58 Cent) heraus, welches das Deutsche Haus als Motiv zeigt.